# Robin Olds
Robin Olds (ur. 14 lipca 1922 w Honolulu, zm. 14 czerwca 2007 w Steamboat Springs) – amerykański as myśliwski, generał brygadier lotnictwa.

## Życiorys
Urodził się w Honolulu na Hawajach, jego ojciec, generał Robert Olds, był lotnikiem wojskowym. Podczas II wojny światowej Robin Olds wstąpił do akademii wojskowej w West Point, którą ukończył w czerwcu 1943 w stopniu podporucznika (second lieutenant). Ukończył również kurs pilotażu. Został następnie w maju 1944 skierowany na front do Europy w składzie 479 Grupy Myśliwskiej (479 FG).
Początkowo latał na myśliwcach P-38 Lightning w składzie 434 Dywizjonu (434.FS). W swoich pierwszych misjach 14 sierpnia zestrzelił dwa pierwsze myśliwce Fw 190, następnie 25 sierpnia trzy Bf 109, zyskując status asa myśliwskiego. We wrześniu 479.FG została przezbrojona na myśliwce P-51 Mustang, na którym to typie Olds zdobył swoje szóste zwycięstwo 6 października 1944. W lutym 1945 awansował do stopnia majora. Od lutego do kwietnia 1945 uzyskał dalsze zwycięstwa nad Niemcami (9 lutego – Bf 109, 14 lutego 2 Bf 109 i Fw 190, 19 marca Bf 109 i Fw 190, 7 kwietnia Bf 109). Pod koniec wojny był dowódcą 434.FS. Podczas wojny wykonał 107 lotów bojowych, zestrzelił 13 samolotów niemieckich i według oficjalnych danych, zniszczył dalsze 11,5 samolotów na ziemi.
Po wojnie pozostał w służbie wojskowej. W 1946 odbył w USA przeszkolenie na samoloty odrzutowe, początkowo na P-80 Shooting Star. Należał w tym okresie do pierwszego zespołu akrobatycznego amerykańskich sił powietrznych i brał udział w zawodach lotniczych, zajmując drugie miejsce w wyścigu Thompson Trophy Race w Cleveland. Wziął też udział w pierwszym transkontynentalnym przelocie grupowym nad USA w czerwcu 1946, z Kalifornii do Waszyngtonu i z powrotem. W październiku 1948 w ramach wymiany kadr został dowódcą brytyjskiego 1 Dywizjonu RAF w Tangmere, latającego na myśliwcach Gloster Meteor. W latach 50. i 60. dowodził różnymi jednostkami amerykańskimi w bazach w USA, Wielkiej Brytanii, RFN i Libii. W 1963 ukończył wyższą szkołę wojenną National War College.

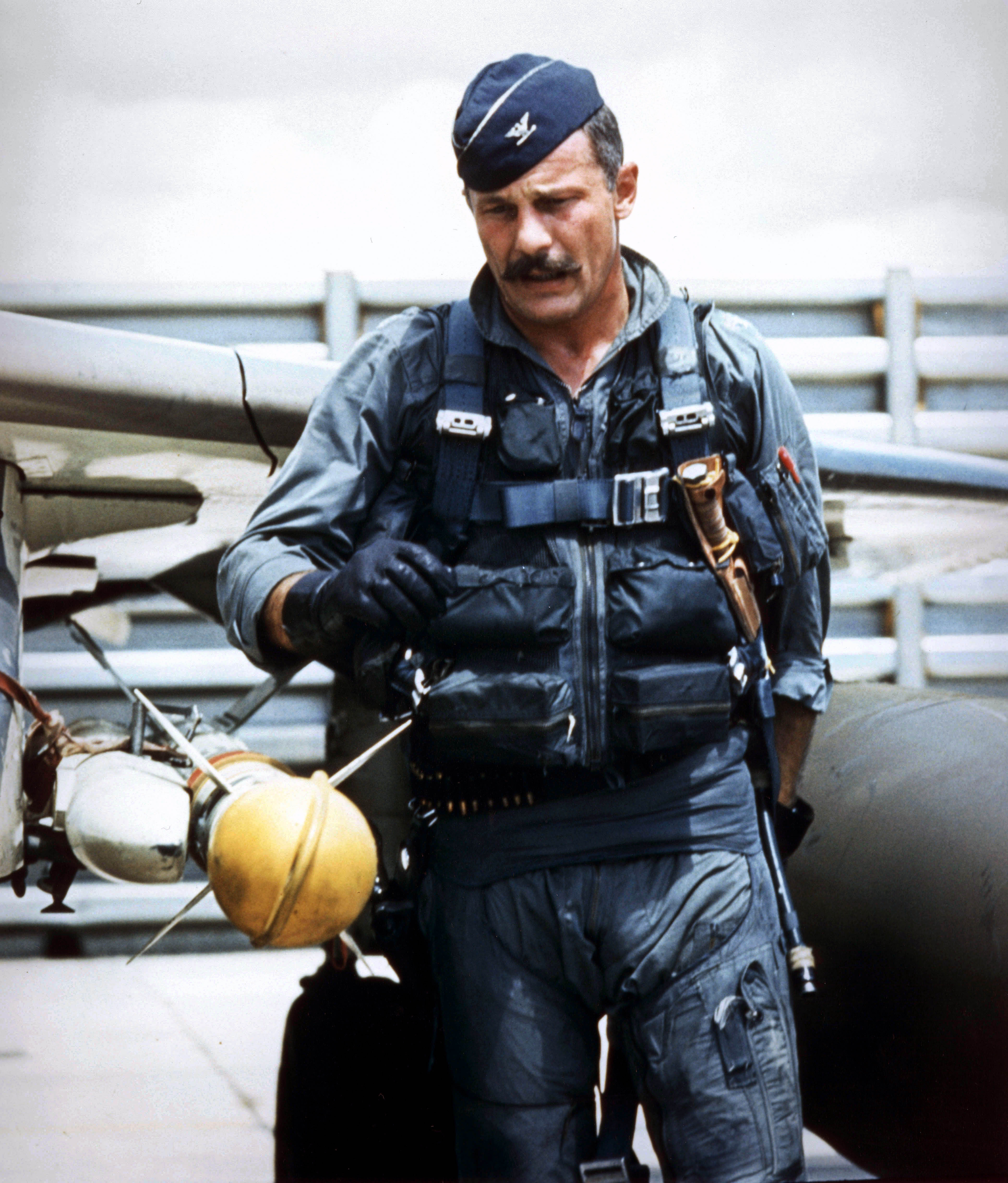
Pułkownik Robin Olds w okresie wojny w Wietnamie

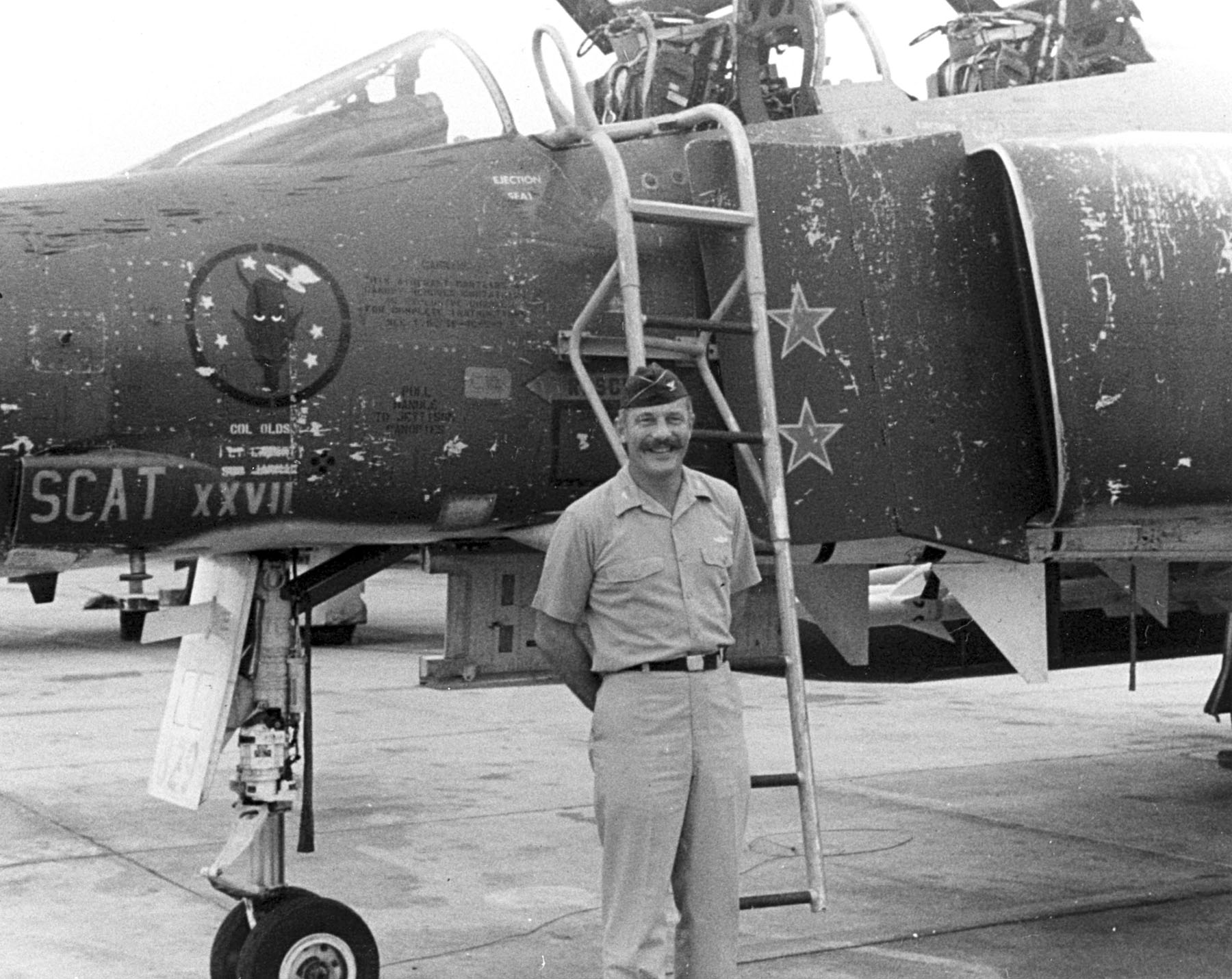
Robin Olds przy swoim F-4C Phantom „Scat XXVII” (1966–1967)

We wrześniu 1966 w stopniu pułkownika objął dowództwo amerykańskiego 8 Taktycznego Skrzydła Myśliwskiego (8. Tactical Fighter Wing), stacjonującego w Ubon w Tajlandii, walczącego podczas wojny wietnamskiej. Od października 1966 do września 1967 odbył 152 loty bojowe, z tego 105 nad Wietnamem Północnym. Latając myśliwcem F-4C Phantom, zestrzelił 4 samoloty północnowietnamskie (2 MiG-21 i 2 MiG-17).
Sukcesem była przeprowadzona przez niego w styczniu 1967 operacja „Bolo” przeciw lotnictwu północnowietnamskiemu. Na skutek sukcesów, 8.TFW uzyskało przydomek „Olds’ Wolfpack” (wilcze stado Oldsa).
W Wietnamie służył do grudnia 1967, po czym powrócił do USA, gdzie służył jako dowódca kadetów w Akademii Sił Powietrznych. W maju 1968 awansował na stopień generała brygady (brigadier general). Od 1971 był szefem bezpieczeństwa lotów w bazie lotniczej Norton w Kalifornii. 1 czerwca 1973 przeszedł w stan spoczynku.
Samoloty Oldsa nosiły nazwę własną Scat – od P-38 Lightning Scat I, przez P-51D Mustang Scat V do VII z czasów II wojny, do F-4C Phantom Scat XXVII. Ten ostatni jest eksponatem w muzeum lotnictwa w bazie Wright-Patterson w Ohio. Podczas służby w Wietnamie, wyróżniał się dowolnym podejściem do dyscypliny wojskowej, czego wyrazem między innymi stały się noszone przez niego charakterystyczne wielkie wąsy.

## Odznaczenia
- Krzyż Sił Powietrznych (Krzyż Lotniczy)
- Medal Sił Powietrznych za Wybitną Służbę – dwukrotnie
- Srebrna Gwiazda (Silver Star) – czterokrotnie
- Legia Zasługi (Legion of Merit)
- Distinguished Flying Cross – pięciokrotnie
- Medal Lotniczy (Air Medal) z 39. liśćmi dębu
- Air Force Commendation Medal
- Presidential Unit Citation – dwukrotnie
- Outstanding Unit Award – trzykrotnie
- American Defense Service Medal
- American Campaign Medal
- European-African-Middle Eastern Campaign Medal
- World War II Victory Medal
- National Defense Service Medal
- Vietnam Service Medal
- Air Force Longevity Service Award – sześciokrotnie
- Small Arms Expert Marksmanship Medal
- Distinguished Flying Cross (Wielka Brytania)
- Krzyż Kawalerski Legii Honorowej (Légion d’honneur, Francja)
- Krzyż Wojenny ze złotą gwiazdą (Croix de Guerre, Francja)
- Vietnam Air Force Distinguished Service Order (Wietnam)
- Vietnam Air Gallantry Medal with Gold Wings (Wietnam)
- Vietnam Air Force Meritorious Service Medal (Wietnam)
- Republic of Vietnam Campaign Medal (Wietnam)